# 3e étape du Tour de France 2022
Pour un article plus général, voir Tour de France 2022.
La 3e étape du Tour de France 2022 se déroule le dimanche 3 juillet 2022 entre Vejle et Sønderborg au Danemark, sur une distance de 182 kilomètres.

## Parcours
La troisième étape de cette 109e édition du Tour de France relie Vejle à Sønderborg, sur une distance de 182 kilomètres. Le parcours se déroule intégralement dans le Jutland, soit la partie continentale du Danemark. Au départ, le tracé effectue une boucle de plus de vingt kilomètres autour de la ville départ, avant de prendre la direction de Kolding, de Haderslev et de Åbenrå. Les vingt derniers kilomètres retrouvent le littoral danois. Arrivant de l'ouest, l'arrivée à Sønderborg s'effectue depuis l'est.
Trois ascensions répertoriées jonchent le parcours : la côte de Koldingvej (1,1 km à 3,4 %, 4e catégorie), la côte de Heljsminde Strand (0,8 km à 5,5 %, 4e catégorie) et la côte de Genner Strand (1,7 km à 3,4 %, 4e catégorieC). Le sprint intermédiaire prend place à Christiansfeld (km 90,5).

## Déroulement de la course
Dès le kilomètre zéro, le Danois Magnus Cort Nielsen (EF Education-EasyPost) fait honneur à son maillot à pois en prenant l'échappée. En solitaire, il passe en tête au sommet de la côte de Koldingvej (1,1 km à 3,4 %, 4e catégorie), avec une avance de cinq minutes et quarante-trois secondes sur le peloton.
Au passage dans Kolding, ville chère à Kasper Asgreen (Quick-Step Alpha Vinyl), le maillot à pois compte plus de trois minutes et trente secondes d'avance sur le peloton. Au sommet de la côte de Heljsminde Strand (0,8 km à 5,5 %, 4e catégorie), Cort Nielsen conforte son maillot ; le peloton compte un débours de trois minutes et vingt-cinq secondes. Au sprint intermédiaire de Christiansfeld (km 90,5), le Danois précède le peloton d'une minute et trente secondes, dans lequel le Belge Wout van Aert (Jumbo-Visma) devance le Néerlandais Fabio Jakobsen (Quick-Step Alpha Vinyl).
Au passage dans Haderslev, le coureur isolé en tête possède deux minutes d'avance sur le peloton. Au sommet de la côte de Genner Strand (1,7 km à 3,4 %, 4e catégorie), l'écart continue à se réduire, avec une minute et dix-huit secondes. Il décide de se relever et est repris par le peloton à cinquante-deux kilomètres de l'arrivée.
Malgré une chute à dix kilomètres de l'arrivée qui scinde le peloton en deux, la victoire d'étape au sprint reste inévitable. Dans un final sinueux, les trains de chaque équipe se mettent en place, quatre sprinteurs se retrouvent à la photo-finish : Wout van Aert, le Belge Jasper Philipsen (Alpecin-Deceuninck), le Néerlandais Dylan Groenewegen (BikeExchange Jayco) et le Slovaque Peter Sagan (TotalEnergies). C'est finalement le Néerlandais qui s'impose devant le maillot jaune.
Au niveau des différents classements : Wout van Aert conserve les maillots jaune et vert, Cort Nielsen le maillot à pois, le Slovène Tadej Pogačar (UAE Emirates) le maillot blanc et la Jumbo-Visma reste en tête au classement par équipes. Le prix de la combativité revient à Magnus Cort Nielsen.

## Résultats

### Classement de l'étape
| Classement de la 3e étape | Classement de la 3e étape | Classement de la 3e étape | Classement de la 3e étape | Classement de la 3e étape |
|                           | Coureur                   | Pays                      | Équipe                    | Temps                     |
| ------------------------- | ------------------------- | ------------------------- | ------------------------- | ------------------------- |
| 1er                       | Dylan Groenewegen         | Pays-Bas                  | Team BikeExchange-Jayco   | en 4 h 11 min 33 s        |
| 2e                        | Wout van Aert             | Belgique                  | Jumbo-Visma               | + 0 s                     |
| 3e                        | Jasper Philipsen          | Belgique                  | Alpecin-Deceuninck        | + 0 s                     |
| 4e                        | Peter Sagan               | Slovaquie                 | TotalEnergies             | + 0 s                     |
| 5e                        | Fabio Jakobsen            | Pays-Bas                  | Quick-Step Alpha Vinyl    | + 0 s                     |
| 6e                        | Christophe Laporte        | France                    | Jumbo-Visma               | + 0 s                     |
| 7e                        | Alberto Dainese           | Italie                    | Team DSM                  | + 0 s                     |
| 8e                        | Hugo Hofstetter           | France                    | Arkéa-Samsic              | + 0 s                     |
| 9e                        | Caleb Ewan                | Australie                 | Lotto-Soudal              | + 0 s                     |
| 10e                       | Danny van Poppel          | Pays-Bas                  | Bora-Hansgrohe            | + 0 s                     |
| modifier                  |                           |                           |                           |                           |

### Bonifications en temps
|   | Coureur           | Pays     | Équipe                  | Secondes |
| - | ----------------- | -------- | ----------------------- | -------- |
| 1 | Dylan Groenewegen | Pays-Bas | Team BikeExchange-Jayco | 10 s     |
| 2 | Wout van Aert     | Belgique | Jumbo-Visma             | 6 s      |
| 3 | Jasper Philipsen  | Pays-Bas | Alpecin-Deceuninck      | 4 s      |

### Points attribués
| Sprint intermédiaire Christiansfeld (km 90,5) | Sprint intermédiaire Christiansfeld (km 90,5) | Sprint intermédiaire Christiansfeld (km 90,5) | Sprint intermédiaire Christiansfeld (km 90,5) | Sprint intermédiaire Christiansfeld (km 90,5) |
| --------------------------------------------- | --------------------------------------------- | --------------------------------------------- | --------------------------------------------- | --------------------------------------------- |
|                                               | Coureur                                       | Pays                                          | Équipe                                        | Point(s)                                      |
| 1er                                           | Magnus Cort Nielsen                           | Danemark                                      | EF Education-EasyPost                         | 20                                            |
| 2e                                            | Wout van Aert                                 | Belgique                                      | Jumbo-Visma                                   | 17                                            |
| 3e                                            | Fabio Jakobsen                                | Pays-Bas                                      | Quick-Step Alpha Vinyl                        | 15                                            |
| 4e                                            | Christophe Laporte                            | France                                        | Jumbo-Visma                                   | 13                                            |
| 5e                                            | Peter Sagan                                   | Slovaquie                                     | TotalEnergies                                 | 11                                            |
| 6e                                            | Caleb Ewan                                    | Australie                                     | Lotto-Soudal                                  | 10                                            |
| 7e                                            | Michael Mørkøv                                | Danemark                                      | Quick-Step Alpha Vinyl                        | 9                                             |
| 8e                                            | Reinardt Janse van Rensburg                   | Afrique du Sud                                | Lotto-Soudal                                  | 8                                             |
| 9e                                            | Marc Soler                                    | Espagne                                       | UAE Team Emirates                             | 7                                             |
| 10e                                           | Mikkel Bjerg                                  | Danemark                                      | UAE Team Emirates                             | 6                                             |
| 11e                                           | Marco Haller                                  | Autriche                                      | Bora-Hansgrohe                                | 5                                             |
| 12e                                           | Sven Erik Bystrøm                             | Norvège                                       | Intermarché-Wanty-Gobert Matériaux            | 4                                             |
| 13e                                           | Vegard Stake Laengen                          | Norvège                                       | UAE Team Emirates                             | 3                                             |
| 14e                                           | Nathan Van Hooydonck                          | Belgique                                      | Jumbo-Visma                                   | 2                                             |
| 15e                                           | Danny van Poppel                              | Pays-Bas                                      | Bora-Hansgrohe                                | 1                                             |
| modifier                                      |                                               |                                               |                                               |                                               |

| Arrivée d'étape Sønderborg (km 182) | Arrivée d'étape Sønderborg (km 182) | Arrivée d'étape Sønderborg (km 182) | Arrivée d'étape Sønderborg (km 182) | Arrivée d'étape Sønderborg (km 182) |
| ----------------------------------- | ----------------------------------- | ----------------------------------- | ----------------------------------- | ----------------------------------- |
|                                     | Coureur                             | Pays                                | Équipe                              | Point(s)                            |
| 1er                                 | Dylan Groenewegen                   | Pays-Bas                            | Team BikeExchange-Jayco             | 50                                  |
| 2e                                  | Wout van Aert                       | Belgique                            | Jumbo-Visma                         | 30                                  |
| 3e                                  | Jasper Philipsen                    | Belgique                            | Alpecin-Deceuninck                  | 20                                  |
| 4e                                  | Peter Sagan                         | Slovaquie                           | TotalEnergies                       | 18                                  |
| 5e                                  | Fabio Jakobsen                      | Pays-Bas                            | Quick-Step Alpha Vinyl              | 16                                  |
| 6e                                  | Christophe Laporte                  | France                              | Jumbo-Visma                         | 14                                  |
| 7e                                  | Alberto Dainese                     | Italie                              | Team DSM                            | 12                                  |
| 8e                                  | Hugo Hofstetter                     | France                              | Arkéa-Samsic                        | 10                                  |
| 9e                                  | Caleb Ewan                          | Australie                           | Lotto-Soudal                        | 8                                   |
| 10e                                 | Danny van Poppel                    | Pays-Bas                            | Bora-Hansgrohe                      | 7                                   |
| 11e                                 | Alexander Kristoff                  | Norvège                             | Intermarché-Wanty-Gobert Matériaux  | 6                                   |
| 12e                                 | Mads Pedersen                       | Danemark                            | Trek-Segafredo                      | 5                                   |
| 13e                                 | Jérémy Lecroq                       | France                              | B&B Hotels-KTM                      | 4                                   |
| 14e                                 | Jasper Stuyven                      | Belgique                            | Trek-Segafredo                      | 3                                   |
| 15e                                 | Alexander Krieger                   | Allemagne                           | Alpecin-Deceuninck                  | 2                                   |
| modifier                            |                                     |                                     |                                     |                                     |

### Cols et côtes
| Côte de Koldingvej (km 27,3) 4e catégorie (1,1 km à 3,4 %) | Côte de Koldingvej (km 27,3) 4e catégorie (1,1 km à 3,4 %) | Côte de Koldingvej (km 27,3) 4e catégorie (1,1 km à 3,4 %) | Côte de Koldingvej (km 27,3) 4e catégorie (1,1 km à 3,4 %) | Côte de Koldingvej (km 27,3) 4e catégorie (1,1 km à 3,4 %) |
| ---------------------------------------------------------- | ---------------------------------------------------------- | ---------------------------------------------------------- | ---------------------------------------------------------- | ---------------------------------------------------------- |
|                                                            | Coureur                                                    | Pays                                                       | Équipe                                                     | Point(s)                                                   |
| 1er                                                        | Magnus Cort Nielsen                                        | Danemark                                                   | EF Education-EasyPost                                      | 1                                                          |
| modifier                                                   |                                                            |                                                            |                                                            |                                                            |

| Côte de Hejlsminde Strand (km 82,8) 4e catégorie (0,8 km à 5,5 %) | Côte de Hejlsminde Strand (km 82,8) 4e catégorie (0,8 km à 5,5 %) | Côte de Hejlsminde Strand (km 82,8) 4e catégorie (0,8 km à 5,5 %) | Côte de Hejlsminde Strand (km 82,8) 4e catégorie (0,8 km à 5,5 %) | Côte de Hejlsminde Strand (km 82,8) 4e catégorie (0,8 km à 5,5 %) |
| ----------------------------------------------------------------- | ----------------------------------------------------------------- | ----------------------------------------------------------------- | ----------------------------------------------------------------- | ----------------------------------------------------------------- |
|                                                                   | Coureur                                                           | Pays                                                              | Équipe                                                            | Point(s)                                                          |
| 1er                                                               | Magnus Cort Nielsen                                               | Danemark                                                          | EF Education-EasyPost                                             | 1                                                                 |
| modifier                                                          |                                                                   |                                                                   |                                                                   |                                                                   |

| \| Côte de Genner Strand (km 123,3) 4e catégorie (1,7 km à 3,4 %) \| Côte de Genner Strand (km 123,3) 4e catégorie (1,7 km à 3,4 %) \| Côte de Genner Strand (km 123,3) 4e catégorie (1,7 km à 3,4 %) \| Côte de Genner Strand (km 123,3) 4e catégorie (1,7 km à 3,4 %) \| Côte de Genner Strand (km 123,3) 4e catégorie (1,7 km à 3,4 %) \| \| -------------------------------------------------------------- \| -------------------------------------------------------------- \| -------------------------------------------------------------- \| -------------------------------------------------------------- \| -------------------------------------------------------------- \| \| \| Coureur \| Pays \| Équipe \| Point(s) \| \| 1er \| Magnus Cort Nielsen \| Danemark \| EF Education-EasyPost \| 1 \| \| modifier \| \| \| \| \| |                     |          |                       |          |
| Côte de Genner Strand (km 123,3) 4e catégorie (1,7 km à 3,4 %) |                     |          |                       |          |
| | Coureur             | Pays     | Équipe                | Point(s) |
| 1er | Magnus Cort Nielsen | Danemark | EF Education-EasyPost | 1        |
| modifier |                     |          |                       |          |

### Prix de la combativité
- Magnus Cort Nielsen  (EF Education-EasyPost)

## Classements à l'issue de l'étape

### Classement général
| Classement général | Classement général   | Classement général | Classement général     | Classement général |
|                    | Coureur              | Pays               | Équipe                 | Temps              |
| ------------------ | -------------------- | ------------------ | ---------------------- | ------------------ |
| 1er                | Wout van Aert        | Belgique           | Jumbo-Visma            | en 9 h 1 min 17 s  |
| 2e                 | Yves Lampaert        | Belgique           | Quick-Step Alpha Vinyl | + 7 s              |
| 3e                 | Tadej Pogačar        | Slovénie           | UAE Team Emirates      | + 14 s             |
| 4e                 | Mads Pedersen        | Danemark           | Trek-Segafredo         | + 18 s             |
| 5e                 | Mathieu van der Poel | Pays-Bas           | Alpecin-Deceuninck     | + 20 s             |
| 6e                 | Jonas Vingegaard     | Danemark           | Jumbo-Visma            | + 22 s             |
| 7e                 | Primož Roglič        | Slovénie           | Jumbo-Visma            | + 23 s             |
| 8e                 | Adam Yates           | Grande-Bretagne    | Ineos Grenadiers       | + 30 s             |
| 9e                 | Stefan Küng          | Suisse             | Groupama-FDJ           | + 30 s             |
| 10e                | Tom Pidcock          | Grande-Bretagne    | Ineos Grenadiers       | + 31 s             |
| modifier           |                      |                    |                        |                    |

| Classement par points | Classement par points | Classement par points | Classement par points   | Classement par points |
| --------------------- | --------------------- | --------------------- | ----------------------- | --------------------- |
|                       | Coureur               | Pays                  | Équipe                  | Point(s)              |
| 1er                   | Wout van Aert         | Belgique              | Jumbo-Visma             | 107 points            |
| 2e                    | Fabio Jakobsen        | Pays-Bas              | Quick-Step Alpha Vinyl  | 90 pts                |
| 3e                    | Dylan Groenewegen     | Pays-Bas              | Team BikeExchange-Jayco | 60 pts                |
| 4e                    | Peter Sagan           | Slovaquie             | TotalEnergies           | 54 pts                |
| 5e                    | Magnus Cort Nielsen   | Danemark              | EF Education-EasyPost   | 42 pts                |
| 6e                    | Christophe Laporte    | France                | Jumbo-Visma             | 37 pts                |
| 7e                    | Caleb Ewan            | Australie             | Lotto-Soudal            | 37 pts                |
| 8e                    | Jasper Philipsen      | Belgique              | Alpecin-Deceuninck      | 36 pts                |
| 9e                    | Mads Pedersen         | Danemark              | Trek-Segafredo          | 35 pts                |
| 10e                   | Danny van Poppel      | Pays-Bas              | Bora-Hansgrohe          | 26 pts                |
| modifier              |                       |                       |                         |                       |

| Classement du meilleur grimpeur | Classement du meilleur grimpeur | Classement du meilleur grimpeur | Classement du meilleur grimpeur | Classement du meilleur grimpeur |
| ------------------------------- | ------------------------------- | ------------------------------- | ------------------------------- | ------------------------------- |
|                                 | Coureur                         | Pays                            | Équipe                          | Point(s)                        |
| 1er                             | Magnus Cort Nielsen             | Danemark                        | EF Education-EasyPost           | 6 points                        |
| modifier                        |                                 |                                 |                                 |                                 |

| Classement général du meilleur jeune | Classement général du meilleur jeune | Classement général du meilleur jeune | Classement général du meilleur jeune | Classement général du meilleur jeune |
|                                      | Coureur                              | Pays                                 | Équipe                               | Temps                                |
| ------------------------------------ | ------------------------------------ | ------------------------------------ | ------------------------------------ | ------------------------------------ |
| 1er                                  | Tadej Pogačar                        | Slovénie                             | UAE Team Emirates                    | en 9 h 1 min 31 s                    |
| 2e                                   | Tom Pidcock                          | Grande-Bretagne                      | Ineos Grenadiers                     | + 17 s                               |
| 3e                                   | Florian Vermeersch                   | Belgique                             | Lotto-Soudal                         | + 26 s                               |
| 4e                                   | Brandon McNulty                      | États-Unis                           | UAE Team Emirates                    | + 36 s                               |
| 5e                                   | Nils Eekhoff                         | Pays-Bas                             | Team DSM                             | + 40 s                               |
| 6e                                   | Quinn Simmons                        | États-Unis                           | Trek-Segafredo                       | + 47 s                               |
| 7e                                   | Kevin Geniets                        | Luxembourg                           | Groupama-FDJ                         | + 51 s                               |
| 8e                                   | Andreas Leknessund                   | Norvège                              | Team DSM                             | + 45 s                               |
| 9e                                   | Mikkel Bjerg                         | Danemark                             | UAE Team Emirates                    | + 59 s                               |
| 10e                                  | Stefan Bissegger                     | Suisse                               | EF Education-EasyPost                | + 1 min 5 s                          |
| modifier                             |                                      |                                      |                                      |                                      |

| Classement par équipes | Classement par équipes             | Classement par équipes | Classement par équipes |
|                        | Équipe                             | Pays                   | Temps                  |
| ---------------------- | ---------------------------------- | ---------------------- | ---------------------- |
| 1re                    | Jumbo-Visma                        | Pays-Bas               | en 27 h 4 min 48 s     |
| 2e                     | Ineos Grenadiers                   | Grande-Bretagne        | + 21 s                 |
| 3e                     | Trek-Segafredo                     | États-Unis             | + 37 s                 |
| 4e                     | Quick-Step Alpha Vinyl             | Belgique               | + 42 s                 |
| 5e                     | Bora-Hansgrohe                     | Allemagne              | + 57 s                 |
| 6e                     | UAE Team Emirates                  | Émirats arabes unis    | + 1 min 20 s           |
| 7e                     | Team BikeExchange-Jayco            | Australie              | + 1 min 35 s           |
| 8e                     | Groupama-FDJ                       | France                 | + 1 min 35 s           |
| 9e                     | Team DSM                           | Pays-Bas               | + 1 min 44 s           |
| 10e                    | Intermarché-Wanty-Gobert Matériaux | Belgique               | + 1 min 48 s           |
| modifier               |                                    |                        |                        |

## Abandons
Aucun abandon.